# Estrilda kandti
La estrilda de Kandt (Estrilda kandti) es una especie de ave paseriforme perteneciente a la familia de los estríldidos, propia del centro de África. 

## Descripción
Mide unos 10 cm de largo y pesa aproximadamente 8 g.

## Distribución
La estrilda de Kandt es endémica de una pequeña región cercana al Lago Victoria, entre la República Democrática del Congo, el sur de Uganda, Ruanda, Burundi y el oeste de Kenia.